# André Ballieux
André Ballieux (Virginal, 2 augustus 1933) is een voormalige Belgische atleet, die gespecialiseerd was in de middellange afstand. Hij nam eenmaal deel aan de Olympische Spelen.

## Biografie
Samen met Roger Moens, Émile Leva en Alfred Langenus verbeterde Ballieux op 8 augustus 1956 in Bosvoorde het wereldrecord op de 4 x 800 m. Dit record hield stand tot in 1966, toen een Duits estafetteteam het verbeterde.
Ballieux nam in 1956 op de 1500 m deel aan de Olympische Spelen in Melbourne. Hij werd uitgeschakeld in de series.

### Clubs
Ballieux was aangesloten bij Union Sint-Gilles.

## Persoonlijke records
| Onderdeel | Prestatie | Datum     | Plaats |
| --------- | --------- | --------- | ------ |
| 800 m     | 1.52,1    |           |        |
| 1500 m    | 3.45,8    | juli 1964 | Zürich |

## Palmares

### 800 m
- 1957: 4e Interl. België-Ned. te Antwerpen - 1.55,8

### 1500 m
- 1955:  Interl. Ned.-België te Den Haag - 4,04,5
- 1956: 6e series OS in Melbourne – 3.49,8
- 1964: 4e Interl. Zwitserland-België in Zürich - 3.45,8